# Саргсян, Арсен
Арсен Саргсян (род. 13 декабря 1984, Кировакан, Гугаркский район) — армянский легкоатлет, специализирующийся на прыжках в длину. Многократный чемпион Армении. Участник Олимпийских игр 2012 года. Мастер спорта международного класса.

## Биография
Арсен Саргсян родился 13 декабря 1984 года в городе Ванадзор. Прыжками в длину начал заниматься с 2000 года. Представлял Армению на чемпионатах Европы и мира. В 2010 году стал бронзовым призером турнира имени Роберта Эммияна. В 2012 году на открытом первенстве города Москвы в манеже ЦСКА занял второе место с результатом 7.79 м. В том же году, с результатом 8.20 м стал чемпионом Армении. Помимо выигрыша чемпионата, он на 10 сантиметров побил результат, необходимый для квалификации на Олимпийские игры.  В Лондоне, на Олимпийских играх, выступил неудачно. Саргсян, с результатом 7.62, не попав в финал, занял итоговое 26 место.

## Достижения
- 2010 — бронзовый призёр турнира имени Роберта Эммияна
- 2012 — серебряный призёр открытого первенства города Москва
- 2012 — Чемпион Армении